# Hero, Hero
Hero, Hero è una compilation dei Judas Priest del 1981

## Tracce
1. Prelude – 2:02
2. Tyrant – 4:26
3. Rocka Rolla – 3:46
4. One For The Road – 4:20
5. Victim Of Changes – 7:44
6. Dying To Meet You – 6:15
7. Never Satisfied – 4:44
8. Dreamer Deceiver – 5:56
9. Deceiver – 2:46
10. Winter – 3:01
11. Deep Freeze – 1:58
12. Winter Retreat – 1:33
13. Cheater – 3:00
14. Diamonds And Rust – 3:15
15. Run Of The Mill – 8:20
16. Genocide – 5:47
17. Caviar And Meths – 2:00